# Shlomit Levi
Shlomit Levi (în ebraică שלומית לוי; n. 9 martie 1983, Kiryat Ekron⁠(d), Districtul Central, Israel) este o cântăreață israeliană. Levi este cunoscută îndeosebi pentru colaborarea sa îndelungată cu trupa de folk metal Orphaned Land, pentru care a interpretat sau acompaniat piese de pe albumele Mabool (2004), The Never Ending Way of ORWarriOR (2010) și Unsung Prophets & Dead Messiahs (2018). Actualmente, ea concertează cu chitaristul american Bruce Burger în duetul de world music denumit Shlomit & RebbeSoul.

## Biografie
Levi s-a născut în Kiryat Ekron, într-o familie de evrei iemeniți, care s-a mutat la Rehovot când ea avea 10 ani. Părinții lui Levi au sosit ca adolescenți în Israel în timpul Operațiunii „Covorul Zburător”, prin care aproximativ 49.000 de evrei din Yemen au fost transportați în noul stat Israel. 
Shlomit Levi a început să cânte la vârsta de trei ani și a fost expusă la muzica tradițională yemenită prin intermediul mamei și bunicii ei, deși prefera totuși să asculte muzică occidentală și israeliană pentru a se putea integra în grupul său de prieteni. În adolescență a încetat să mai asculte muzică yemenită, dar a fost ulterior din nou atrasă de ea după ce a ascultat albumul Yemenite Songs al cântăreței Ofra Haza.
După ce și-a efectuat stagiul militar obligatoriu în Tzahal, Levi a studiat psihologie cognitivă la Universitatea Ben-Gurion din Negev, absolvind un masterat de design pentru interfață și obținând o licență în științe sociale. În perioada studiilor, ea a avut contacte cu studenți muzicieni și a urmat cursuri de canto cu un profesor evreu negru din Dimona. După absolvire, Levi a lucrat pentru scurtă vreme pentru o companie tech cu sediul în zona Aeroportului Ben Gurion, înainte să decidă a urma o carieră muzicală.

## Carieră

### Orphaned Land
Levi a fost pusă în legătură de un prieten comun cu trupa Orphaned Land, care căuta o solistă vocal. La audiție, ea i-a impresionat pe membrii formației cu abilitatea sa de a cânta mawwal. Deși nu a devenit un membru oficial, artista a participat în turnee cu trupa între anii 2004 și 2012 și a apărut pe două din albumele acesteia, Mabool (2004) și The Never Ending Way of ORWarriOR (2010). În 2017, Levi a reluat legătura cu Orphaned Land și a colaborat la albumul lansat în iarna anului 2018, Unsung Prophets & Dead Messiahs.

### Shlomit și RebbeSoul
În 2011, managerul Yedidia Snir a prezentat-o pe Levi muzicianului american Bruce Burger („RebbeSoul”), care se mutase recent în Israel. Ei au început să colaboreze sub numele de Shlomit & RebbeSoul și au lansat un album, The Seal of Solomon, în 2015. Artista a mai colaborat cu „RebbeSoul” și cu cântărețul la lăută George Simaan pe o versiune a piesei „Erev Shel Shoshanim”.

## Viața personală
Fostă rezidentă a kibuțului Givat Haim Ihud, Levi s-a mutat în Statele Unite în 2013 și trăiește actualmente în New Jersey, împreună cu familia.

## Discografie

### Solo
- Shlomit Levi (Demo, 2009)

### cu Orphaned Land
- Mabool (2004)
- Sentenced/Orphaned Land (2005)
- Ararat EP (2005)
- The Never Ending Way of ORWarriOR (2010)
- The Road to OR-Shalem (2011)
- Unsung Prophets & Dead Messiahs (2018)

### Shlomit & RebbeSoul
- The Seal of Solomon (2015)